# Phalang Pracharat
Phalang Pracharat Party (PPRP)  (taj. พรรคพลังประชารัฐ) – tajska promilitarna i konserwatywna partia polityczna założona w 2018 roku przez Chuan Chuchana (taj. ชวน ชู จันทร์) i Suchart Jantarachotikul (taj. พัน เอก สุ ชาติ จันทร โชติ กุล).

## Władze partii
- Uttam Sawangnoon, przewodniczący PPRP, minister przemysłu[3]
- Suvit Maesincee, zastępca przewodniczącego PPRP, minister nauki i technologii
- Sonthirat Sonthisajirawong, sekretarz generalny PPRP
- Kobsak Phutrakul, rzecznik partii, minister handlu[4]